# 黒澤光弘
黒澤 光弘（くろさわ みつひろ）は、高等学校教諭、校長、ラグビー指導者。

## 来歴
秋田工業高等学校（以下、秋田工）の出身で、大学卒業後、秋田工の教諭として赴任。
1987年に秋田工のラグビー部監督に就任し、同年度に開催された、第67回全国高等学校ラグビーフットボール大会において、秋田工として同大会15回目の優勝に導く。
2014年、金足農業高等学校の教頭に就任。
2018年、男鹿工業高等学校の校長に就任。
2019年、秋田工の校長に就任した。
2022年3月、定年（60歳）のため、秋田工の校長を退任。

## 引用
1. ↑  令和元年度地域環境保全功労者等の表彰について 2019/06/05　 秋田県
2. ↑  ラグビー名指導者　秋田工業の黒澤光弘校長が退任 2022.03.28 19:33　秋田放送
3. ↑  高校ラグビー　2014年06月20日 秋田放送 アナウンサーブログ 田村修
4. ↑  秋田県立男鹿工業高等学校
5. ↑  なまはげ通信 2019/03/23